# پتروبراس ۳۶
پتروبراس ۳۶ (به انگلیسی: Petrobras 36) یک کشتی بود. این کشتی در سال ۱۹۹۵ ساخته شد.